# Buddleja cestriflora
Buddleja cestriflora är en flenörtsväxtart som beskrevs av Adelbert von Chamisso. Buddleja cestriflora ingår i släktet buddlejor, och familjen flenörtsväxter. Inga underarter finns listade i Catalogue of Life.